# سفارة دومينيكا في مصر
سفارة دومينيكا لدى مصر هي الممثلية الدبلوماسية العليا لدولة دومينيكا لدى جمهورية مصر العربية.

## السفارة
فيلا 31 ش 20، سرايات المعادي، المعادي، القاهرة خلف سفارة المكسيك.

## اقرأ أيضا
- قائمة البعثات الدبلوماسية في مصر